# Чеповецький Юхим Петрович
Чеповецький Юхим Петрович — радянський, український письменник, драматург, сценарист. Заслужений діяч мистецтв України (1994).

## Життєпис
Народився 9 серпня 1919 р. в Києві в родині службовця. Навчався у Київському педінституті.
Закінчив Літературний інститут ім. М. Горького у Москві (1959). Його вчителями були Самуїл Якович Маршак, Лев Абрамович Кассиль та Михайло Аркадійович Свєтлов.
У роки Другої світової війни працював у НКВС, керував Будинком культури НКВС.
Автор понад тридцяти книг, ряду лібрето для музичних комедій, багатьох збірок віршів, казок («Веселі пригоди Мицика і Кицика», «Пригоди шахового солдата Пєшкіна», «Непоседа, Мякиш и Нетак»…) і п'єс для дітей та юнацтва, а також сценаріїв для мультиплікаційних фільмів.
Був членом Спілки письменників України. Серед його учнів актор Леонід Семенович Каневський та журналіст Матвій Юрійович Ганапольський.

## Фільмографія
Автор тексту до мультфільмів «Три Івани», «Дуже давня казка» (1982), і віршів до пісень у м/ф «Пригоди капітана Врунгеля» (1976—1979) та «Сонечко і снігові чоловічки» (1985);
Автор сценаріїв мультфільмів:
- «Непосида, М'якуш та Нетак» (1963),
- «Івасик-Телесик» (1968),
- «Зустріч, яка не відбулася» (1971),
- «Чарівник Ох» (1971),
- «Пригоди капітана Врунгеля» (1976—1979)
- «Найголовніший горобець» (1977),
- «Кошеня» (1979),
- «Лис і дрізд» (1982),
- «Лікар Айболить» (1984—2014, у співавт.) та ін.